# Enough (Tarja Turunen)
Enough è un singolo della cantante finlandese Tarja Turunen, pubblicato nel 2009 ed estratto dall'album My Winter Storm.

## Tracce
1. Enough (Single Version) – 4:00
2. Enough (Album Version) – 5:14
3. Wisdom of Wind – 6:34